# Hornádska kotlina

Die Hornádska kotlina in den inneren Westkarpaten (rot markiert)

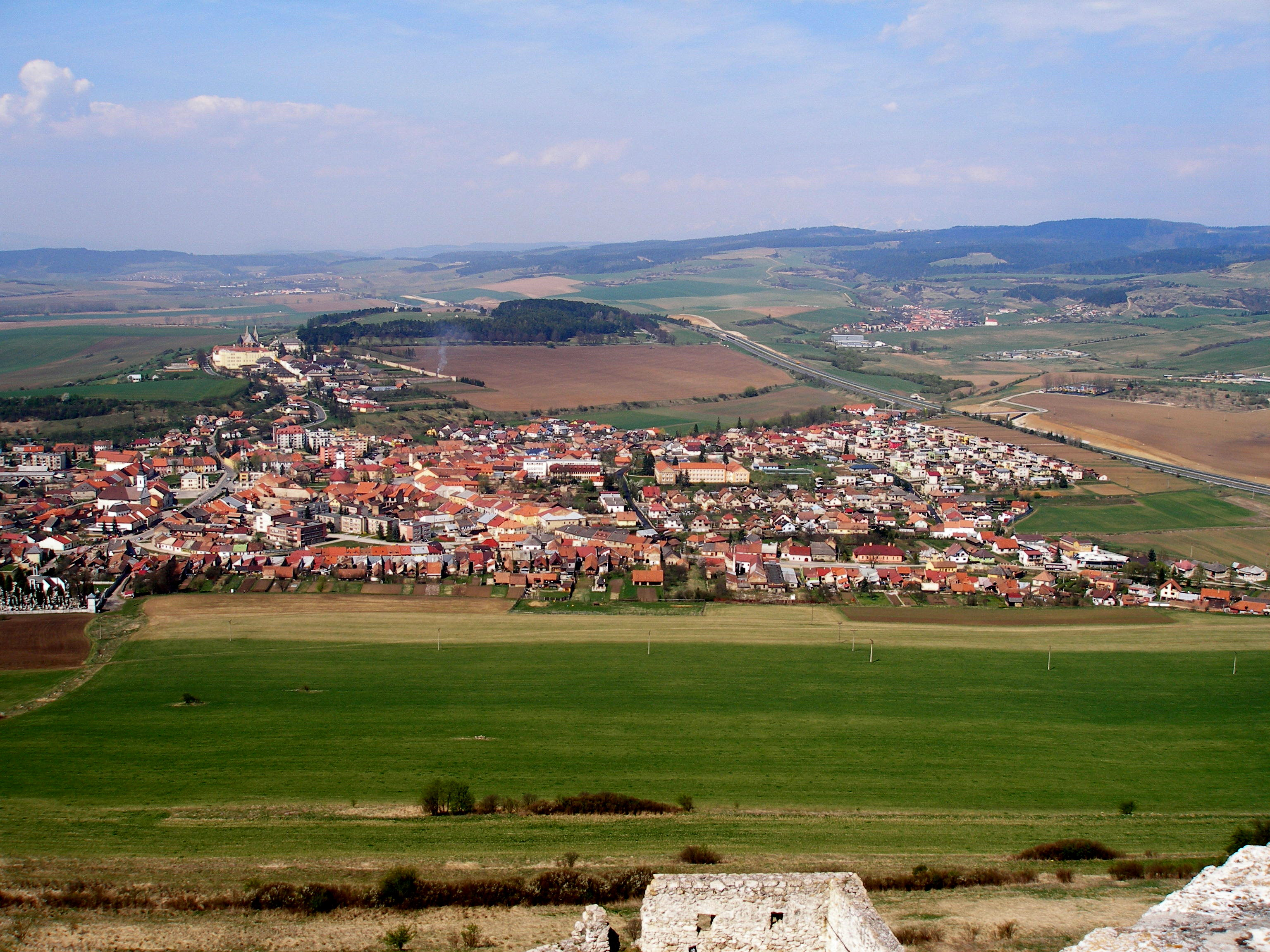
Landschaft rund um Spišské Podhradie, Blick von der Zipser Burg nach Westen

Die Hornádska kotlina (deutsch etwa „Hornád-Talkessel“) ist eine geomorphologische Einheit des Fatra-Tatra-Gebiets in den Inneren Westkarpaten im östlichen Teil der Slowakei.
Im Uhrzeigersinn grenzt der Talkessel an die Leutschauer Bergen (Levočské vrchy) im Norden, an Gebirgen Branisko und Čierna hora im Osten, Volovské vrchy und Spišsko-gemerský kras im Süden (die letzten drei Gebirgen sind zugleich Teil des Slowakischen Erzgebirges), an die Niedere Tatra (Nízke Tatry) und Kozie chrbty im Westen und den Talkessel Podtatranská kotlina im Nordwesten. Die Grenze zur Podtatranská kotlina liegt bei der Ortschaft Jánovce. Die höchste Erhebung ist der Berg Kačelák (677,3 m n.m.).
Die Hornádska kotlina wird in weitere vier Untereinheiten geteilt:
- Vikartovská priekopa („Graben von Vikartovce“)
- Hornádske podolie („Tallandschaft von Hornád“)
- Medvedie chrbty („Bären-Rücken“)
- Podhradská kotlina („Kessel von Podhradie“)

Durch den Südrand des Talkessels fließt der namensgebende Fluss Hornád, dessen bedeutendste linke Nebenflüsse im Talkessel der Levočský potok und die Margecianka sind. Die Hornádska kotlina ist durch größte Travertinvorkommen in der Slowakei gekennzeichnet. In der Umgebung der Stadt Spišské Podhradie haben sich sieben Travertinhügel gebildet: Dreveník, Sivá Brada, Sobotisko, Pažica, Spišský hradný vrch, Ostrá hora und Kamenec. Der „Spišský travertín“ (kurz: „Spiš“) vom Dreveník hat in der nahen Region eine lange Verwendungsgeschichte und war seit 1918 in der Tschechoslowakei in verbreitetes Bau- und Denkmalgestein. Die entlang einer tektonischen Linie in Richtung Nord-Süd verlaufende Lagerstätte erreicht eine Mächtigkeit von 50 Metern. Eines der bedeutendsten historischen Bauwerke aus diesem Gestein ist die Zipser Burg bei Spišské Podhradie.
Der Talkessel ist der Kern der historischen Landschaft Zips, mit historischen Städten wie Spišská Nová Ves, Levoča, Spišské Podhradie und Spišské Vlachy. Er ist landwirtschaftlich stark genutzt, mit nur Überresten der früher verbreiteten Wäldern. Heute ist die Hornádska kotlina zwischen den Verwaltungseinheiten Prešovský kraj im Norden und Košický kraj im Süden geteilt. Verkehrstechnisch sind Ost-West-Verbindungen bedeutend: im Südteil liegt ein Teil der zweigleisigen Bahnstrecke Košice–Žilina (vormalige Kaschau-Oderberger Bahn), während im Norden die Staatsstraße 18 verläuft. Parallel dazu verläuft die in diesem Bereich durchgehend fertige Autobahn D1.